# 국가과학기술정보센터
국가과학기술정보센터(NDSL, National Digital Science Library, 이전 이름: 과학기술정보통합서비스 / National Digital Science Links)는 대한민국 내외에 산재하는 과학 기술 정보를 연계하는 서비스다.

## 역사
NDSL은 한국과학기술원에서 운영하던 국가과학기술전자도서관과 한국과학기술정보연구원이 운영하던 yesKiSTi 서비스를 전신으로 한다. 한국과학기술원은 정보통신부 연구기반조성사업 "과학기술정보유통체계 구축-과학기술전자도서관 구축 중심" 과제를 1998년부터 2002년까지 수행하여 2001년 5월부터 NDSL 서비스를 제공했다. 국가과학기술위원회가 내린 결정에 따라 NDSL 주관기관은 2006년 1월 1일부터 한국과학기술원에서 한국과학기술정보연구원으로 이관되었다. 한국과학기술정보연구원은 기존에 운영하던 yesKiSTi와 NDSL을 통합하였고 현재 NDSL이 National Digital Science Library을 줄인 말인 것처럼 디지털 형태 정보자원이 널리 이용되고 있는 상황에 맞게 성격을 변모시켰다. 2010년에는 국가과학기술정보센터(NDSL, National Digital Science Library)로 바뀌었다.

## 서비스 범위
NDSL은 대한민국 내 학계, 연구계, 산업계에 종사하는 모든 과학기술 연구자가 정보를 쉽게 찾을 수 있도록 지원하는 서비스다. 제공하는 정보의 유형은 논문, 특허, 보고서, 동향, 표준, 사실정보 등으로 통합검색을 기본으로 제공하며, 정보유형별 검색에서는 필터링 기능을 제공한다.

### 제공 정보 유형
논문은 국내 및 해외에서 출판된 저널과 프로시딩에 수록된 논문을 제공한다. 국내논문은 검색 후 대부분 무료로 원문보기가 가능하다.(일부 학술지는 유료 원문 서비스 제공) 해외논문은 소속기관 혹은 개인의 저널에 대한 라이선스 여부에 따라 원문보기 유무가 달라진다. KISTI가 원문을 구매한 해외 전자저널의 경우 NDSL에 로그인하면 무료 이용이 가능하다. 전자원문이 없는 경우에는 원문제공서비스를 이용하여 유료로 원문을 신청할 수 있다.
특허는 한국특허, 미국특허, 일본특허, 유럽특허, WIPO 특허를 제공하며 무료로 원문보기가 가능하다. 보고서는 국가연구개발보고서, 분석리포트를 제공한다. 국가연구개발보고서는 무료로 원문보기가 가능하다.(일부 비공개 및 2002년 이전 자료 제외) 분석리포트는 무료 원문보기가 가능하나 일부 자료의 경우 자료제공처의 정책상 로그인 후 무료 원문보기가 가능하다.
동향은 해외 주요 10개국(미국, 캐나다, 독일, 영국 등)의 기술동향리뷰, 분석보고서, 전문학술지 등의 과학기술동향정보를 제공하는 해외과학기술동향, 과학기술정책동향, 정보서비스 글로벌동향(iCON)을 제공한다. 표준은 한국산업표준(KS), 국제표준화기구(ISO) 표준, 국제전기기술위원회(IEC) 표준을 제공한다. KS표준은 무료로 전자원문 열람이 가능하다.(최초 뷰어 자동설치 필요)

### 정보 서비스 현황(2016. 9. 2 현재)
1. 논문(75,466,397건)
- 국내학술논문 : 1,676,964건
- 영미권 학술논문 : 56,609,105건
- 일본중국학술논문 : 4,410,514건
- 국내학술회의논문 : 334,886건
- 해외학술회의논문 : 11,099,388건
- 학위논문 : 963,564건
- 저널 : 111,942건
- 프로시딩 : 260,034건

2. 특허(33,624,387건)
- 한국공개특허 :1,344,208건
- 한국등록특허 : 1,625,353건
- 한국의장등록(디자인) : 915,085건
- 한국공개실용신안 : 373,346건
- 한국등록실용 : 501,004
- 미국 공개/등록 특허 : 10,635,479건
- 유럽 공개특허 : 3,963,493건
- WIPO PCT 특허 : 3,990,607건
- 일본 공개특허 : 10,275,812건

3. 보고서(280,869건)
- 국내연구개발보고서 : 214,530건
- 분석리포트 : 66,339건

4. 동향(24,346건)
- 해외과학기술동향 : 454건
- 과학기술정책동향 : 19,453건
- 정보서비스 글로벌 동향 : 4,439건

5. 표준(63,921건)
- KS 표준 : 30,105건
- ISO 표준 : 23,827건
- IEC 표준 : 9,989건

## 연계서비스
학술연구 기능을 수행하는 대학, 연구소, 기업체, 병원 등 각 기관이 참여하여 학술정보를 공동구매하는 컨소시엄인 KESLI(Korea Electronic Site License Initiative)와 연계하여 운영하고 있다. 또한 인쇄저널 공동이용을 목적으로 하는 도서관 협력망을 바탕으로 원문복사서비스(Document Delivery Service, DDS)를 운영하고 있다.

## 같이 보기
- RISS